# Волынский, Иван Иванович
Иван Иванович Волынский (ум. после 1611) — воевода, участник Первого народного ополчения против польско-литовских интервентов.

## Биография
Иван Иванович Волынский принадлежал к княжеско-боярскому роду, представители которого выехали на службу к московским князьям из Литвы в конце XIV века.
Впервые Иван Иванович Волынский упоминается в 1604 году, когда он был послан царем Борисом Годуновым под Пронск для борьбы с разбойниками.
В дальнейшем И. И. Волынский, вероятно, был городовым воеводой и весной 1605 года во время похода Лжедмитрия на Москву перешёл на его сторону. В 1606 году после гибели самозванца служил царю Василию Шуйскому. В 1609 году по царскому указу Иван Иванович Волынский был отправлен под Ярославль, но в бою с тушинцами попал в плен. Вполне вероятно, что он был оставлен в Ярославле, где после развала Тушинского лагеря стал одним из воевод.
В 1611 году по призыву Прокопия Петровича Ляпунова Иван Иванович Волынский вместе с князем Фёдором Ивановичем Мерином Волконским сформировал в Ярославле военный отряд и во главе него вступили в Первое ополчение. Во время осады Москвы воеводы князь Фёдор Иванович Мерин Волконский, Иван Иванович Волынский, князь Фёдор Андреевич Козловский и Пётр Иванович Мансуров со своими отрядами стояли у Покровских ворот столицы.